# Monnaie royale australienne

L'Hôtel royal de la Monnaie australienne (en anglais : The Royal Australian Mint, RAM) est l'établissement australien chargé de la frappe des pièces de monnaie. Il est situé dans la capitale fédérale australienne à Deakin, dans la banlieue de Canberra. Le bâtiment a été officiellement inauguré par le duc d'Édimbourg, le 22 février 1965. Il a été créé pour frapper les nouvelles pièces de monnaie lorsque l'Australie a dû passer à la monnaie décimale, qui devait être mis en circulation le 14 février 1966. C'était le premier centre australien de la monnaie qui ne soit pas une succursale de la Monnaie royale de Londres. 
Le seul autre centre opérationnel en Australie est celui de Perth. Inauguré en 1899, il sert principalement à la fabrication des pièces légales australiennes en métal précieux. L'hôtel ne fabrique que des pièces, les billets sont imprimés à l'imprimerie australienne de billets (Note Printing Australia) à Melbourne. 
Depuis son ouverture, l'hôtel de la Monnaie a mis plus de onze milliards de pièces en circulation et peut produire plus de deux millions de pièces par jour, soit plus de sept cents millions de pièces par an. Il a aussi  frappé des pièces de monnaie pour plusieurs pays d'Asie et du Pacifique Sud, comme la Nouvelle-Zélande (1969), la Papouasie-Nouvelle-Guinée, les Tonga, les Samoa, les îles Cook, les Fidji, la Malaisie, la Thaïlande, le Népal, le Bangladesh, Israël, les Philippines. 
Le 11 décembre 2005, la commission permanente des Travaux Publics a déposé un rapport recommandant la rénovation des bâtiments avec un coût prévu de 41,2 millions de dollars australiens. Les travaux commencés en octobre 2006 doivent s'achever en juin 2008 pour le bâtiment de frappe et en avril 2009 pour le bâtiment administratif.

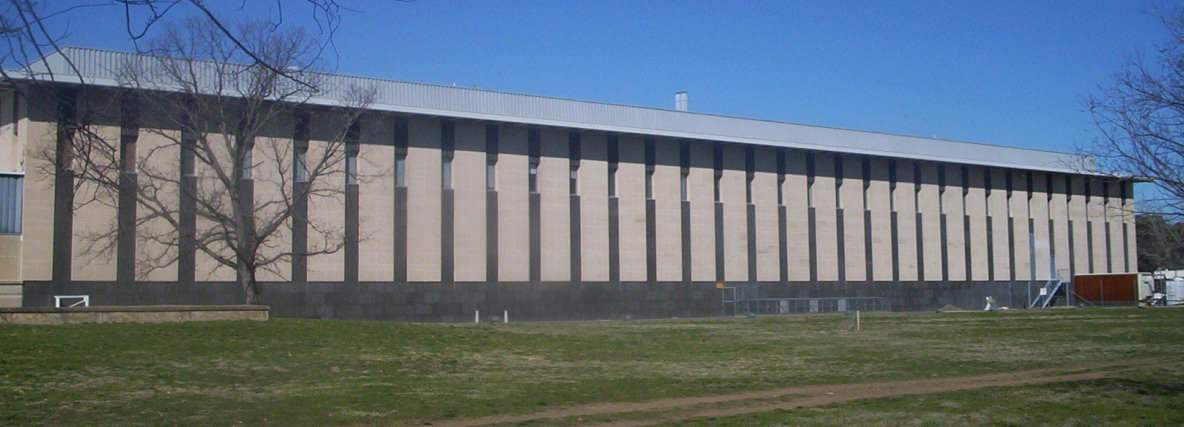
L'hôtel des Monnaies à Canberra.